# محمد فال بن آبني التامكلاوي
العلامة محمد فال بن آبني التامكلاوي (المتوفى سنة 1309 هـ 1892م) عالم ولغوي ونسابة ومؤرخ موريتاني عاش في منطقة الكبلة (ولاية الترارزة)

## نسبه
هو محمد فال بن الأمين بن محمذن بن آبني بن محمد بن أجود بن أشفغ أوبك التامكلاوي ينتهي نسبه إلى الحاج السبكي العباسي. وهو من قبيلة تمكلة العباسية حسب ما يؤكده نسابتهم.

## مولده ونشأته
تختلف المصادر في تحديد تاريخ مولده ومن المرجح أنه ولد قبل منتصف القرن الثالث عشر هجري في المنطقة الممتدة بين إكيدي ولعكل.
وقد مات عنه والده وهو صغير فتولى عمه وشقيق والده سيد أحمد بن آبني وصايته. كما كان له أخ وحيد أكبر منه هو المختار بن الأمين بن آبني

## رحلته
وتذكر الروايات أن محمد فال بن آبني ما لبث أن غادر مجتمعه وأهله وخرج سيرا على الأقدام يحمل جزءا من صحاح الجوهري متجها إلى الناحية الغربية.
وفي رحلته تلك مر بعدة محاظر حيث كان يقتصر فيها على المطالعة ومناورة الطلاب. كما استقر لبعض الوقت في بعض قبائل المنطقة قبل أن يستقر به الحال في إدكفودية (تندغة) بعد أن تزوج بفاطمة بنت المصطفى بن كنين التي أنجبت له ابنين وبنتين.

## وفاته
تجمع أغلب المصادر على أن وفاته كانت في سنة 1309 ه ودفن بمقبرة انفاطمي قرب كرمسين

## تلاميذته
من بين من صح أنهم أخذوا عنه :
- العلامة زين بن الجمد اليدالي
- حبيب الله بن محمد بن عبيد التندغي
- اكجي بن بليلي الأبوبكي التندغي

كما كانت له علاقات خاصة مع شخصيات عاصرته نذكر منهم :
- الأمير أحمد سالم بن محمد الحبيب
- أخوه إبراهيم السالم
- الأديب الكبير المختار بن هدار

## مؤلفاته
1. التذريب على ما في القرآن من الغريب
2. فتح الإغلاق شرح المعجزات والخصائص والأخلاق
3. تكملة شرح حماد البدوي
4. نظم حوادث السنين العشر
5. من ورد ذكره من الصحابة في القاموس
6. شرح أمثال العرب
7. شرح نظم الشهداء لابن متالي
8. استدراكات على صحاح الجوهري

وقد ترك محمد فال بن آبني مكتبة غنية تحوي بعض الكتب النادرة لا زالت بحوزة أحفاده بقريتي بافريشية وأودش.